# Мехадіка
Мехадіка (рум. Mehadica) — комуна у повіті Караш-Северін в Румунії. До складу комуни входить єдине село Мехадіка.
Комуна розташована на відстані 309 км на захід від Бухареста, 41 км на південний схід від Решиці, 113 км на південний схід від Тімішоари, 145 км на північний захід від Крайови.

## Населення
За даними перепису населення 2002 року у комуні проживали 922 особи.
Національний склад населення комуни:
| Національність | Кількість осіб | Відсоток |
| -------------- | -------------- | -------- |
| румуни         | 894            | 97,0%    |
| цигани         | 20             | 2,2%     |
| угорці         | 5              | 0,5%     |
| чехи           | 3              | 0,3%     |

Рідною мовою назвали:
| Мова      | Кількість осіб | Відсоток |
| --------- | -------------- | -------- |
| румунська | 901            | 97,7%    |
| циганська | 13             | 1,4%     |
| угорська  | 5              | 0,5%     |
| чеська    | 3              | 0,3%     |

Склад населення комуни за віросповіданням:
| Релігія       | Кількість осіб | Відсоток |
| ------------- | -------------- | -------- |
| православні   | 904            | 98,0%    |
| п'ятдесятники | 9              | 1,0%     |
| римо-католики | 7              | 0,8%     |
| баптисти      | 2              | 0,2%     |

## Зовнішні посилання
- Дані про комуну Мехадіка на сайті Ghidul Primăriilor [Архівовано 31 серпня 2009 у Wayback Machine.]